# Poemenesperus griseomarmoratus
Poemenesperus griseomarmoratus es una especie de escarabajo longicornio del género Poemenesperus, tribu Tragocephalini, subfamilia Lamiinae. Fue descrita científicamente por Breuning en 1934.
Se distribuye por Costa de Marfil y Sierra Leona. Mide aproximadamente 13 milímetros de longitud. El período de vuelo ocurre en el mes de junio.